# 斎藤まりな
斎藤 まりな（さいとう まりな、2000年2月19日 - ）は、日本の女性タレントである。現役大学生で、関東すっぴんGirl’sアンバサダー4期生である。姉は元乃木坂46で現在はテレビ朝日の女性アナウンサーの斎藤ちはる、父はアメリカンフットボールの選手兼指導者の斎藤伸明である。

## 経歴
- 2019年（令和元年）9月11日、Miss CAMPUS COLLECTION 2019 TOKYO グランプリ受賞[4]。

## 人物
姉のちはるが度々、姉妹の2ショット画像をInstagramに上げて、話題を呼んだ。